# Alsophila capensis
Alsophila capensis là một loài dương xỉ trong họ Cyatheaceae. Loài này được (Sw.) D.S. Conant mô tả khoa học đầu tiên năm 1983.